# Paramignya
Paramignya Wight, 1838 è un genere di piante della famiglia delle Rutacee, diffuso nell'Asia tropicale.

## Tassonomia
Comprende le seguenti specie:
- Paramignya andamanica (King) Tanaka
- Paramignya armata (Thwaites) Bedd. ex Oliv.
- Paramignya beddomei Tanaka
- Paramignya citrifolia Oliv.
- Paramignya confertifolia Swingle
- Paramignya cuspidata (Ridl.) Burkill
- Paramignya grandiflora Oliv.
- Paramignya hispida (Pierre ex Guillaumin) Pierre ex Guillaumin
- Paramignya lobata Burkill
- Paramignya longipedunculata Merr.
- Paramignya mindanaensis Merr.
- Paramignya monophylla Wight
- Paramignya petelotii Guillaumin
- Paramignya rectispinosa Craib
- Paramignya scandens (Griff.) Craib
- Paramignya surasiana Craib
- Paramignya trimera (Oliv.) Burkill